# Đường cao tốc Gyeongin
| Các tuyến đường cao tốc trước năm 2001 (Điểm xuất phát tính trước ngày 24/08/2001) | Các tuyến đường cao tốc trước năm 2001 (Điểm xuất phát tính trước ngày 24/08/2001) | Các tuyến đường cao tốc trước năm 2001 (Điểm xuất phát tính trước ngày 24/08/2001) |
| ---------------------------------------------------------------------------------- | ---------------------------------------------------------------------------------- | ---------------------------------------------------------------------------------- |
| Kí hiệu tuyến đường Năm sử dụng                                                    |                                                                                    |                                                                                    |
| Năm 1983 ~ 1997                                                                    | Năm 1997 ~ 2001                                                                    |                                                                                    |
| Tên tuyến đường                                                                    | Đường cao tốc Gyeongin (Đường cao tốc số 2)                                        | Đường cao tốc Gyeongin (Đường cao tốc số 2)                                        |
| Điểm bắt đầu                                                                       | Yangcheon-gu, Seoul                                                                | Yangcheon-gu, Seoul                                                                |
| Điểm kết thúc                                                                      | Nam-gu, Incheon                                                                    | Nam-gu, Incheon                                                                    |

Đường cao tốc Gyeongin (Tiếng Hàn: 경인고속도로, Hanja: 京仁高速道路), tên chính thức Đường cao tốc số 120 (Tiếng Hàn: 고속국도 제120호선), là một đường cao tốc nối Yangcheon-gu, Seoul đến Seo-gu, Incheon. Là một đường cao tốc lâu đời nhất ở Hàn Quốc.
Công trình được bắt đầu từ 24 tháng 3 năm 1967. Đoạn giữa Gajwa ở Seo-gu, Incheon và Yangpyeong-dong, Yeongdeungpo-gu, Seoul mở cửa vào 21 tháng 12 năm 1968. Vào năm 1985, đoạn phía Đông giữa Yangpyeong và nút giao Sinwol được chuyển đến Seoul, làm cho Sinwol ở quận Yangcheon trở thành điểm cuối mới.
Nó được gán tuyến đường là số 2 vào năm 1983. Năm 2001, Hàn Quốc tái đồng bộ hóa hệ thống số của đường cao tốc, và nó được đặt thành số 120.

## Lịch sử
- 24 tháng 3 năm 1967: Công trình khởi công.[1][2]
- 21 tháng 12 năm 1968: Đoạn Yangpyeong-dong ~ Gajwa IC dài 23,4km mở cửa lưu thông.[1][3]
- 21 tháng 7 năm 1969: Đoạn Gajwa IC ~ Incheon IC mở cửa lưu thông.
- 12 tháng 11 năm 1985: Đoạn Sinwol ~ Yangpyeong-dong được chuyển giao quyền điều hành cho Chính quyền Thành phố Seoul (Một phần của Gukhoe-daero hiện nay).

## Tổng quan

### Số làn đường
- Khứ hồi 8 làn xe

### Chiều dài
- 13.44 km

### Tốc độ giới hạn
- Tối đa: 100 km/h, Tối thiểu: 50 km/h

## Nút giao thông · Giao lộ
- IC và JC: Giao lộ, TG: Trạm thu phí, SA: Khu vực dịch vụ.
- Đơn vị đo khoảng cách là km.

| Số                                  | Tên                                 | Tên                                 | Khoảng cách                         | Tổng khoảng cách                    | Kết nối | Vị trí                              | Vị trí                              | Vị trí                              | Ghi chú                             |
| Số                                  | Tiếng Anh                           | Hangul                              | Khoảng cách                         | Tổng khoảng cách                    | Kết nối | Vị trí                              | Vị trí                              | Vị trí                              | Ghi chú                             |
| Kết nối trực tiếp với Incheon-daero | Kết nối trực tiếp với Incheon-daero | Kết nối trực tiếp với Incheon-daero | Kết nối trực tiếp với Incheon-daero | Kết nối trực tiếp với Incheon-daero | Kết nối trực tiếp với Incheon-daero | Kết nối trực tiếp với Incheon-daero | Kết nối trực tiếp với Incheon-daero | Kết nối trực tiếp với Incheon-daero | Kết nối trực tiếp với Incheon-daero |
| ----------------------------------- | ----------------------------------- | ----------------------------------- | ----------------------------------- | ----------------------------------- | --- | ----------------------------------- | ----------------------------------- | ----------------------------------- | ----------------------------------- |
| 3                                   | W.Incheon                           | 서인천                              | -                                   | 10.38                               | Incheon-daero Quốc lộ 6 (Bongo-daero·Ganam-ro·Seogot-ro) Quốc lộ 77 (Bongo-daero·Ganam-ro·Seogot-ro) Tỉnh lộ 84 (Jungbong-daero) Tỉnh lộ 98 (Ganam-ro·Seogot-ro) | Incheon                             | Seo-gu                              | Seo-gu                              | Điểm bắt đầu                        |
| 4                                   | Bupyeong                            | 부평                                | 3.78                                | 14.16                               | Quốc lộ 6 (Anaji-ro) Quốc lộ 77 (Anaji-ro) Cầu Gyeyang·Bupyeong-daero                                                                                            | Incheon                             | Bupyeong-gu                         | Gyeyang-gu                          |                                     |
| TG                                  | Incheon TG                          | 인천 요금소                         |                                     |                                     | | Incheon                             | Bupyeong-gu                         | Gyeyang-gu                          | Trạm thu phí chính                  |
| 5                                   | Seoun JC                            | 서운 분기점                         | 3.12                                | 17.28                               | Đường cao tốc vành đai 1 vùng thủ đô | Incheon                             | Bupyeong-gu                         | Gyeyang-gu                          |                                     |
| 6                                   | Bucheon                             | 부천                                | 1.73                                | 19.01                               | Quốc lộ 6 (Ojeong-ro) Quốc lộ 39 (Sinheung-ro) Quốc lộ 77 (Ojeong-ro)                                                                                            | Gyeonggi-do                         | Bucheon-s                           | Bucheon-s                           |                                     |
| 7                                   | Sinwol                              | 신월                                | 4.88                                | 23.89                               | Tuyến đường thành phố Seoul số 92 (Nambusunhwan-ro) Gukhoe-daero                                                                                                 | Seoul                               | Yangcheon-gu                        | Yangcheon-gu                        | Điểm kết thúc                       |
| Kết nối trực tiếp với Gukhoe-daero  |                                     |                                     |                                     |                                     | |                                     |                                     |                                     |                                     |

## Thư viện

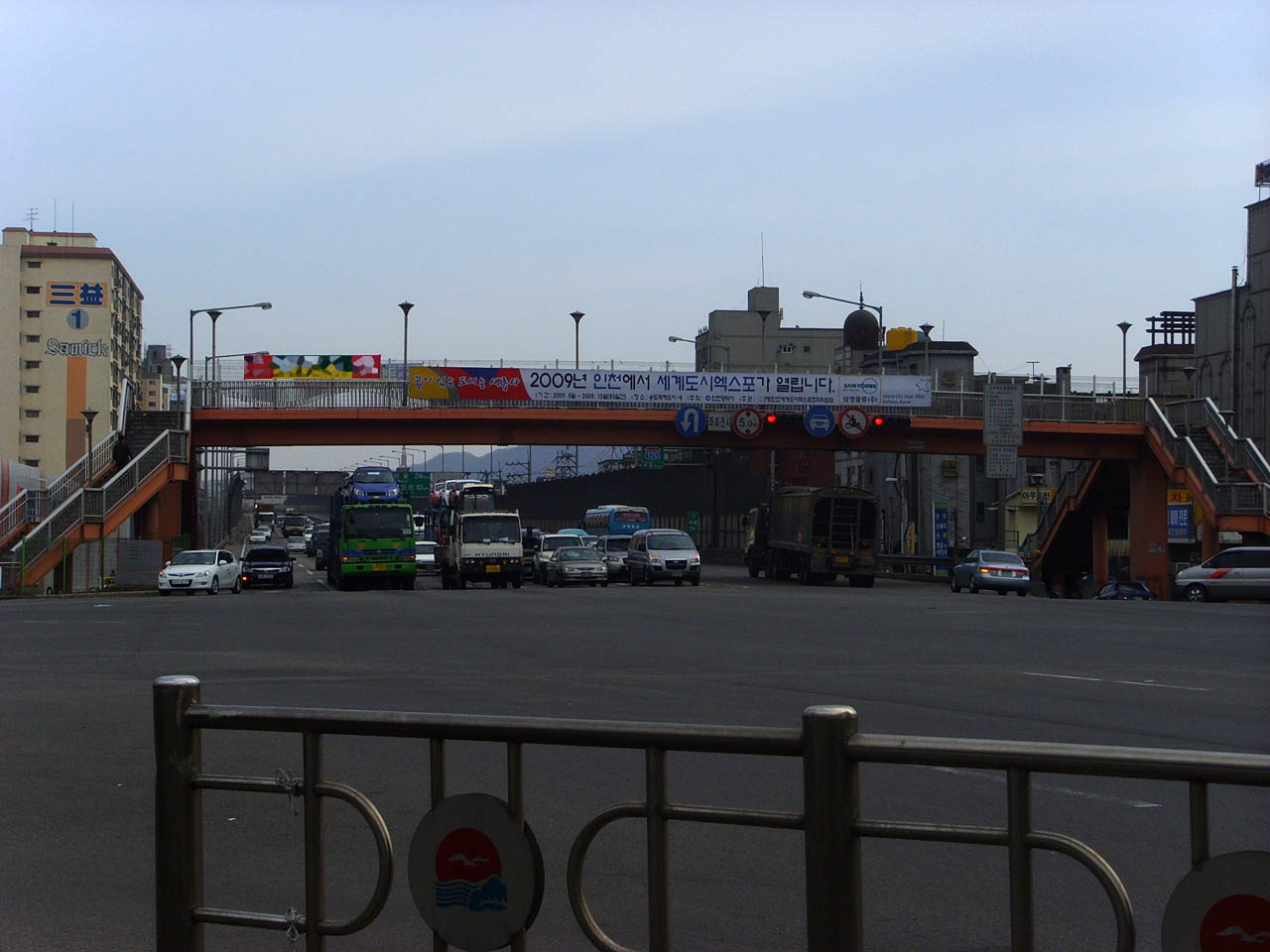
Incheon IC
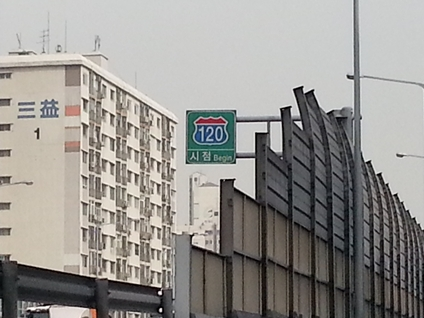
Biển chỉ dẫn đường cao tốc Gyeongin (Incheon)
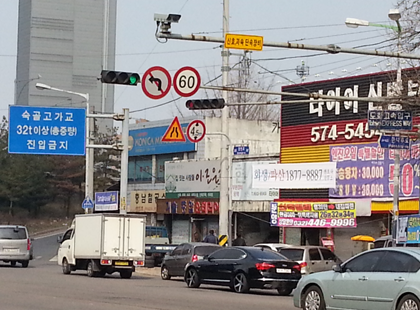
Dohwa IC (Michuhol-gu, Incheon)
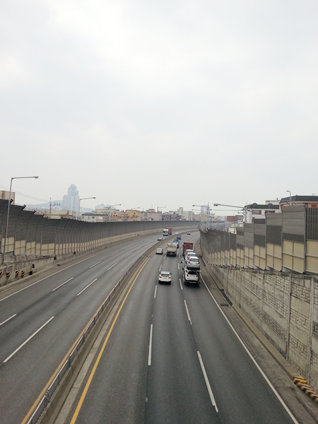
Trên cầu vượt Gyeonginbuk-gil 387beon-gil (Phía Tây, Hướng đi Incheon)
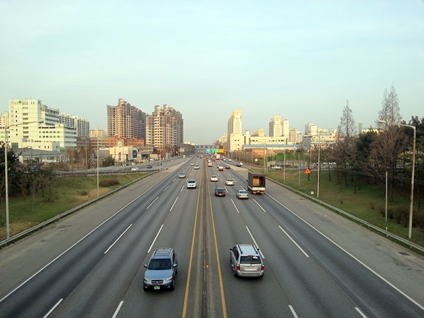
Phía trên cầu cạn Bupyeong IC (Phía Đông, Hướng đi Seoul)

## Liên kết
- MOLIT Chính phủ Hàn Quốc, Bộ nhà đất, hạ tầng và giao thông vận tải Hàn Quốc